# Colonia Cuatro Caminos
Colonia Cuatro Caminos är en ort i Mexiko.   Den ligger i kommunen Jantetelco och delstaten Morelos, i den sydöstra delen av landet, 90 km söder om huvudstaden Mexico City. Colonia Cuatro Caminos ligger 1 413 meter över havet och antalet invånare är 164.
Terrängen runt Colonia Cuatro Caminos är kuperad åt sydost, men åt nordväst är den platt. Runt Colonia Cuatro Caminos är det ganska tätbefolkat, med 134 invånare per kvadratkilometer. Närmaste större samhälle är Cuautla Morelos, 18,1 km nordväst om Colonia Cuatro Caminos. Omgivningarna runt Colonia Cuatro Caminos är en mosaik av jordbruksmark och naturlig växtlighet.